# Temedla
Temedla (Fear Her) es el undécimo episodio de la segunda temporada de la serie británica de ciencia ficción Doctor Who, emitido originalmente el 24 de junio de 2006.

## Argumento
La TARDIS se materializa en la ceremonia de apertura de los Juegos Olímpicos 2012. El vecindario se está presentando para la llegada del portador de la antorcha olímpica, pero el ambiente está enrarecido por la desaparición de varios niños la semana anterior. Un trabajador llamado Kel también menciona que en el mismo periodo los coches se han ido estropeando momentáneamente. El Décimo Doctor y Rose Tyler investigan y se dan cuenta de que el origen de los problemas es una niña solitaria de 12 años llamada Chloe Webber. Tiene un don que consiste en que la gente que dibuja desaparece y queda atrapada en los dibujos. El Doctor hipnotiza a Chloe y descubre que está poseída por una cría de Isolus, una forma de vida alienígena que viaja por el espacio con una familia de millones de parientes. Este Isolus en particular se estrelló con su vaina en la Tierra por una llamarada solar. El Isolus se identificó y trabó amistad con Chloe, que pasaba por una infancia difícil y solitaria. También hizo que Chloe dibujara una figura exagerada a tamaño real de su padre, quien solía maltratarla.
El Doctor explica que si logran encontrar la vaina del Isolus y proporcionarle energía, el alienígena dejará a Chloe. Una frenética Chloe dibuja la TARDIS y al Doctor, atrapándoles en el dibujo, y obligando a Rose a intentar encontrar la vaina ella sola. Tras pensarlo, deduce que la vaina debe estar en el punto más caliente de la calle, y logra cavar allí. Mientras, Chloe ha hecho que todo el público del estadio olímpico desaparezca, y ahora planea que todo el planeta desaparezca también. Rose intenta averiguar cómo encender la vaina, y usa las indicaciones visuales del Doctor desde el dibujo para comprender que la vaina necesita calor combinado con emoción. Rose lanza la vaina contra la llama de la antorcha olímpica mientras pasa por la zona. Los niños desaparecidos comienzan a reaparecer, y Rose se da cuenta de que también lo hará el dibujo que hizo de su padre. Rose y la madre de Chloe logran calmarla lo suficiente para que el monstruo al que no llegan a ver desaparezca.
Cuando el portador de la antorcha se aproxima al estadio olímpico, empieza a tambalearse, y el Doctor completa el recorrido y enciende la llama olímpica. El calor de la llama y la emoción del público encienden la vaina permitiendo que Isolus deje a Chloe y vuelva a casa. El Doctor y Rose se marchan para ver los juegos, y Rose remarca que nada podrá separarles. El Doctor se inquieta y murmura que se aproxima una tormenta...

### Continuidad
Una vez más, se menciona a Torchwood, el arco argumental de la temporada. Al comentarista Huw Edwards se le oye decir "Torchwood" después de que el público desaparezca, justo antes de que Chloe arranque sus pósteres.
El Doctor vuelve a invocar la Proclamación de las Sombras, la policía intergaláctica que mencionó por primera vez en Rose. El Doctor menciona que no le gustan los gatos después de "verse amenazado por un gato con velo", una referencia a los eventos de Nueva Tierra.

## Producción

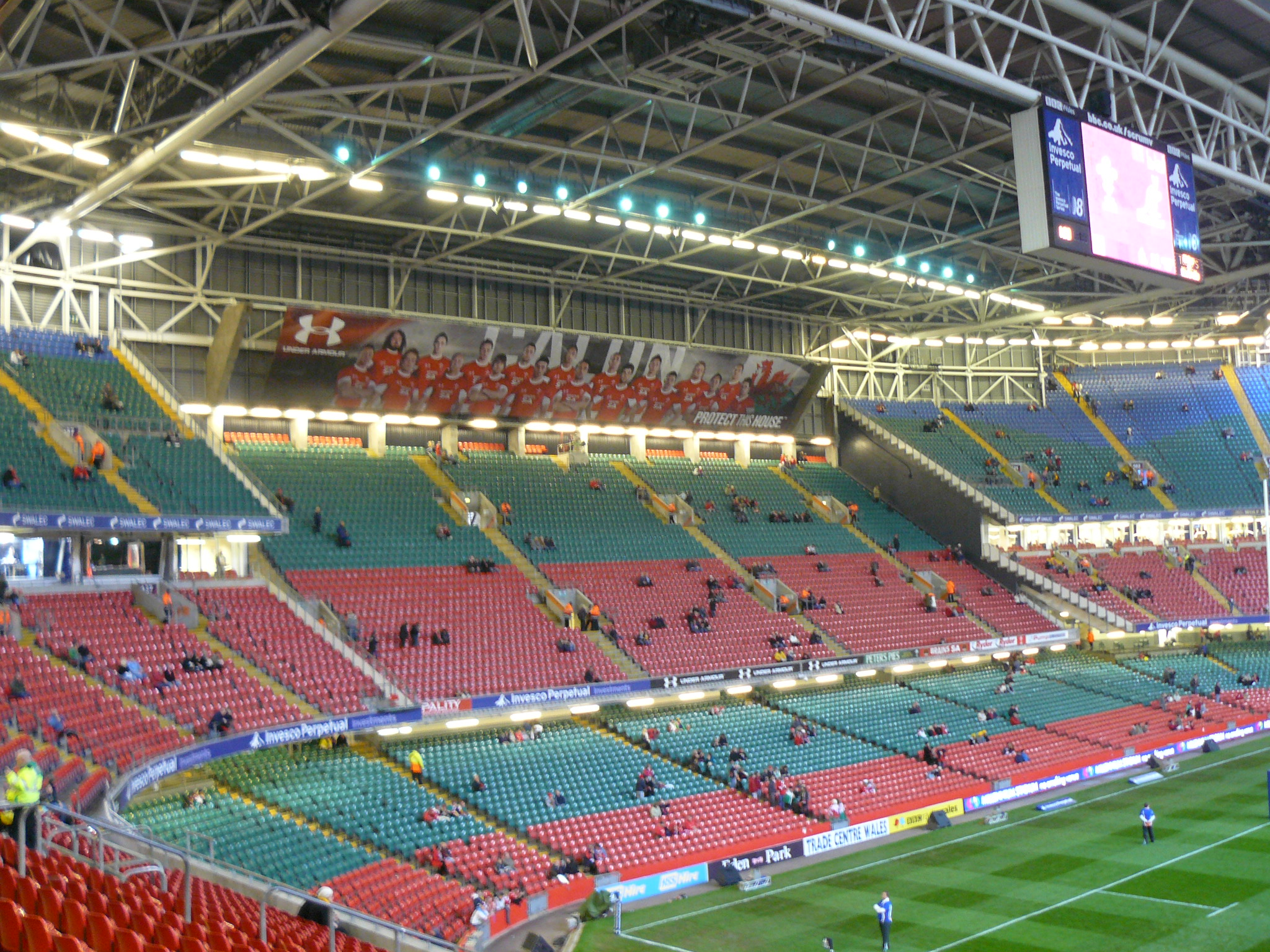
El Millenium Stadium de Cardiff hizo las veces de Estadio Olímpico.

Temedla fue un episodio de última hora que reemplazaba un guion planeado pero no producido de Stephen Fry. El escritor Matthew Graham recibió el encargo del show runner Russell T Davies de que debía ser un episodio barato y que tuviera lugar en una urbanización, pero aun así Graham se sintió emocionado de que le pidieran escribir un episodio. Graham dijo en 2011 que "se preparó para hacerlo bien desde el principio" haciendo el episodio específicamente dirigido a los niños, en lugar de a los adultos y fanes antiguos de Doctor Who, como el final mucho más oscuro que se emitió a continuación. Davies le encargó específicamente que escribiera para su hijo de siete años.
Graham originalmente sugirió la historia de un hombre con la habilidad de quitarle la belleza a la Tierra, pero Davies prefirió su propia idea sobre la naturaleza horripilante de pinturas o ilustraciones. El Isolus se inspiró en los villanos de la película de 1978 La invasión de los ultracuerpos (Invasion of the Body Snatchers). Los primeros borradores del episodio se titularon Chloe Webber Destroys the Earth (Chloe Webber destruye la Tierra), y después You're a Bad Girl, Chloe Webber (Eres una chica mala, Chloe Webber), y uno de esos dos borradores tenía lugar en otro planeta. Ambos títulos fueron rechazados por Davies al considerarlos demasiado largos.

## Emisión y recepción
Las mediciones nocturnas de audiencia del episodio fueron de 6,6 millones de espectadores, con un 39,7% de share. Las mediciones finales subieron hasta 7,14 millones, convirtiéndolo en el 12º programa más visto de la semana en BBC One. La puntuación de apreciación fue de 83.
Graham quedó contento con el episodio y recibió cartas de "cientos de niños" a los que les encantó. Cuando supo que los fanes mayores habían reaccionado negativamente, pensó: "Bueno, es una pena, pero no estaba dirigido a ellos". Ahsan Haque de IGN le dio al episodio un 5 sobre 10, calificándolo de "plano y manido" y diciendo que todo en él era "bastante decepcionante", aunque pensó que lo que funcionó fue el equipo madre-hija al final. También encontró "irritantes los momentos de autograndiosidad que no tenían sentido y sirvieron sólo para que el episodio fuera innecesariamente camp", como la audiencia desapareciendo del estadio y el Doctor llevando la antorcha. Comparando el episodio con La caja tonta en términos de trama, pensó que el último era "mucho más entretenido" y que a Temedla le faltaba originalidad y humor. Dave Bradley, de SFX, le dio a Temedla 3 estrellas sobre 5, describiendo la trama como "ordinaria", pero pensó que era "una buena toma de aire antes de las grandes aventuras que estaban por llegar". Particularmente alabó el diálogo y pensó que "el efecto claustrofóbico de limitar la acción en el interior de un hogar funciona". Arnold T Blumburg, para Now Playing, le dio al episodio una nota de Notable alto. Pensó que el reparto invitado eran "simplemente correctos" y que la historia "avanza a trompicones en ciertos puntos", pero la historia funcionó por la "deliciosa" interacción entre el Doctor y Rose y el final feliz.
En 2011, SFX publicó un artículo con argumentos a favor y en contra del episodio. En la defensa se dijo que, aunque algunos papeles menores se interpretaron "abiertamente", Nina Sosanya y Abisola Agbaje eran "extremadamente buenas", y opinó que las cosas poco comunes que ocurrían en una urbanización típica, y la falta de aparición de un monstruo funcionaron. La acusación, por otra parte lo describió como un "relleno barato" con un final "manido" y encontró una "severa decepción" la falta de un monstruo. Topless Robot lo calificó como el tercer peor episodio del Décimo Doctor. En una encuesta conducida por Doctor Who Magazine en 2009 en la que se pedía que los lectores ordenaran las 200 historias que habían salido hasta la fecha, Temedla quedó en el puesto 192 sobre 200, siendo la posición más baja de una historia de la serie moderna.